# John Galliquio
John Christian Galliquio Castro (ur. 1 grudnia 1979 w Pisco) – peruwiański piłkarz występujący na pozycji obrońcy. Zawodnik klubu Universitario de Deportes.

## Kariera klubowa
Galliquio zawodową karierę rozpoczynał w 2000 w zespole Universitario de Deportes. W tym samym roku wywalczył z nim mistrzostwo Peru, a w 2002 wicemistrzostwo tego kraju. W 2002 odszedł także do meksykańskiego Cruz Azul Hidalgo. Jego barwy reprezentował przez rok.
W połowie 2003 podpisał kontrakt z argentyńskim Racing Club. W Primera División Argentina zadebiutował 2 sierpnia 2003 w zremisowanym 0:0 pojedynku z Colónem. W Racingu spędził pół roku. W 2004 Galliquio wrócił do Universitario de Deportes. W trakcie sezonu 2005 przeszedł do Sportingu Cristal, z którym zdobył mistrzostwo Peru.
W 2006 odszedł do Universidadu San Martín. Po jednym sezonie spędzonym w tym klubie, ponownie został graczem ekipy Universitario de Deportes. W 2007 podpisał kontrakt z rumuńskim Dinamem Bukareszt. Grał w nim przez rok.
W 2009 Galliquio wrócił do Universitario de Deportes. W tym samym roku zdobył z nim mistrzostwo Peru.

## Kariera reprezentacyjna
W reprezentacji Peru Galliquio zadebiutował w 2003. W 2007 został powołany do kadry na Copa América. Na tym turnieju, zakończonym przez Peru na ćwierćfinale, zagrał w pojedynkach z Urugwajem (3:0), Wenezuelą (0:2), Boliwią (2:2) i Argentyną (0:4).